# كريك (أديامان)
كريك (بالتركية: Girik أو بوغازوزه Boğazözü سابقا)‏ هي قرية كرديّة تتبع إداريّاً لمديرية أديامان في محافظة أديامان التركية الواقعة في جنوب شرق الأناضول. وبلغ عدد سكانها 246 نسمة في عام 2021.